# Benstonea atrocarpa
 (août 2025).
Espèce
Benstonea atrocarpa est une espèce de plantes à fleurs de la famille des Pandanaceae. C'est un arbre originaire des forêts marécageuses et tourbières  d'Asie du Sud-Est (Thaïlande, de Malaisie péninsulaire, de Singapour et de Sumatra),.

## Description
Benstonea atrocarpa peut atteindre une hauteur de 20 m. L'arbre présente un tronc droit, à l'écorce lisse, généralement brun-grisâtre. Les grandes feuilles ovales, d'un vert vif, peuvent atteindre 10 à 20 cm de long, formant une voûte.
Les fruits, qui mûrissent en baies foncées caractéristiques, sont de taille variable, mais mesurent généralement entre 2 et 3 cm de diamètre. Les baies sont consommées par de nombreux oiseaux tropicaux.

## Systématique
Le nom correct complet (avec auteur) de ce taxon est Benstonea atrocarpa (Griff.) Callm. (d) & Buerki (d).
L'espèce a été initialement classée dans le genre Pandanus sous le basionyme Pandanus atrocarpus Griff..
Benstonea atrocarpa a pour synonyme :
- Pandanus atrocarpus Griff.

### Étymologie
Le nom générique Benstonea a été donné en l'honneur du botaniste Benjamin Clemens Stone (d).
L'épithète spécifique, atrocarpus, est la combinaison en grec ancien de atro « sombre » et karpos « fruit »{.